# Silnik hydrostatyczny
Silnik hydrostatyczny – silnik hydrauliczny zamieniający energię potencjalną cieczy w energię mechaniczną. Ruch elementu roboczego powodowany jest działaniem ciśnienia cieczy roboczej.
Silniki hydrostatyczne, ze względu na rodzaj ruchu elementu roboczego dzielą się na:
- silniki o ruchu posuwistym – siłowniki hydrauliczne,
- silniki hydrostatyczne obrotowe.